# Dasytrogus problematicus
Dasytrogus problematicus är en skalbaggsart som beskrevs av Bunalski 1993. Dasytrogus problematicus ingår i släktet Dasytrogus och familjen Melolonthidae. Inga underarter finns listade i Catalogue of Life.